# Philipp von Elmpt
Graf Philipp von Elmpt (russisch Филипп Эльмпт; * 29. Septemberjul. / 10. Oktober 1763greg.; † 10. Maijul. / 22. Mai 1818greg. in Groß Switten, Kurland) war ein russischer Generalleutnant.

## Leben

### Familie

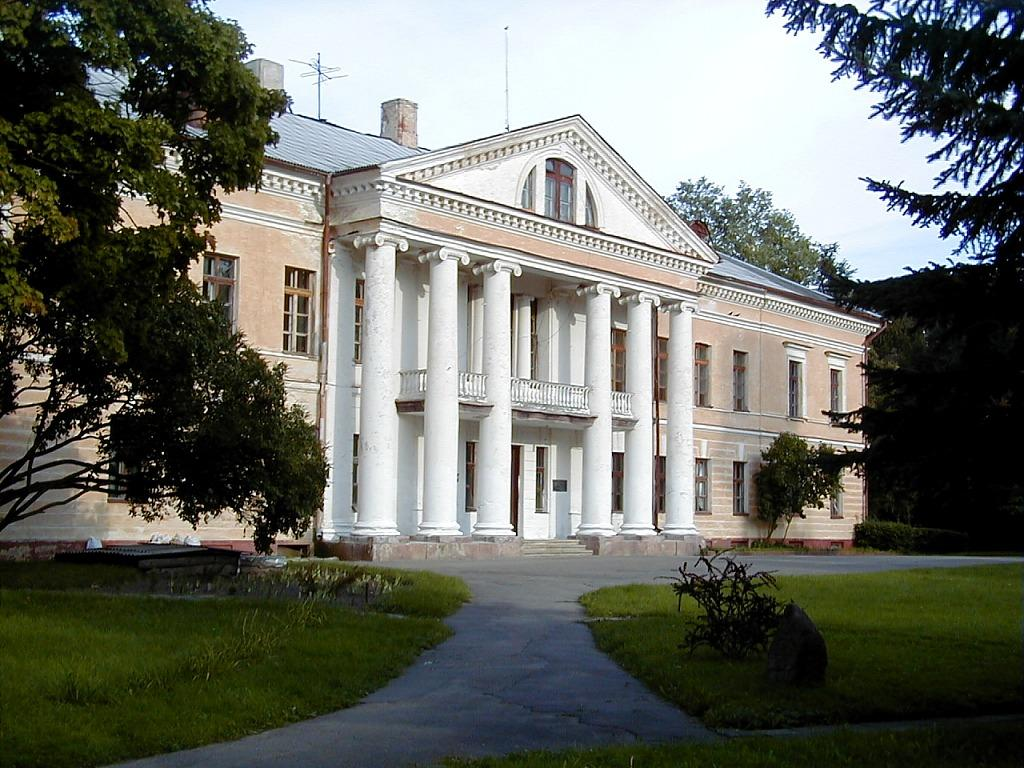
Herrenhaus Switten (2000)

Philipp war Angehöriger des rheinländisch-baltischen Adelsgeschlecht von Elmpt. Seine Eltern waren der russische Feldmarschall Johann Martin von Elmpt (1726–1802) und Dorothea Katharina Gottliebe von Korff. Der kaiserliche Feldmarschall Franz Philipp von Elmpt (1724–1795) war sein Onkel.
Er war zunächst mit Natalia (1775–1844), Tochter des russischen Generals Alexander Wassiljewitsch Suworow (1730–1800) verlobt. Die Ehe kam jedoch auf Grund seines Festhaltens am lutherischen Glauben nicht zustanden. So vermählte er sich mit der Oberhofmeisterin der Großfürstin Helena Pawlowna, Anna Magdalena, verwitwete von Budberg, geborene von Baranoff (1777–1845). Aus der Ehe gingen zwei Töchter hervor:
- Anna Maria (1807–1852), Hoffräulein der Kaiserin Alexandra
- Cäcilie Julie Philippine (1812–1892), Hofmeisterin der Kaiserin Alexandra, ⚭ 1833 Joseph Karl von Anrep (1796–1860), russischer General der Kavallerie. Diesem wurde 1853 die Namens- und Wappenvereinigung Anrep–Elmpt genehmigt, verbunden mit der Hebung in den russischen Grafenstand.

### Werdegang

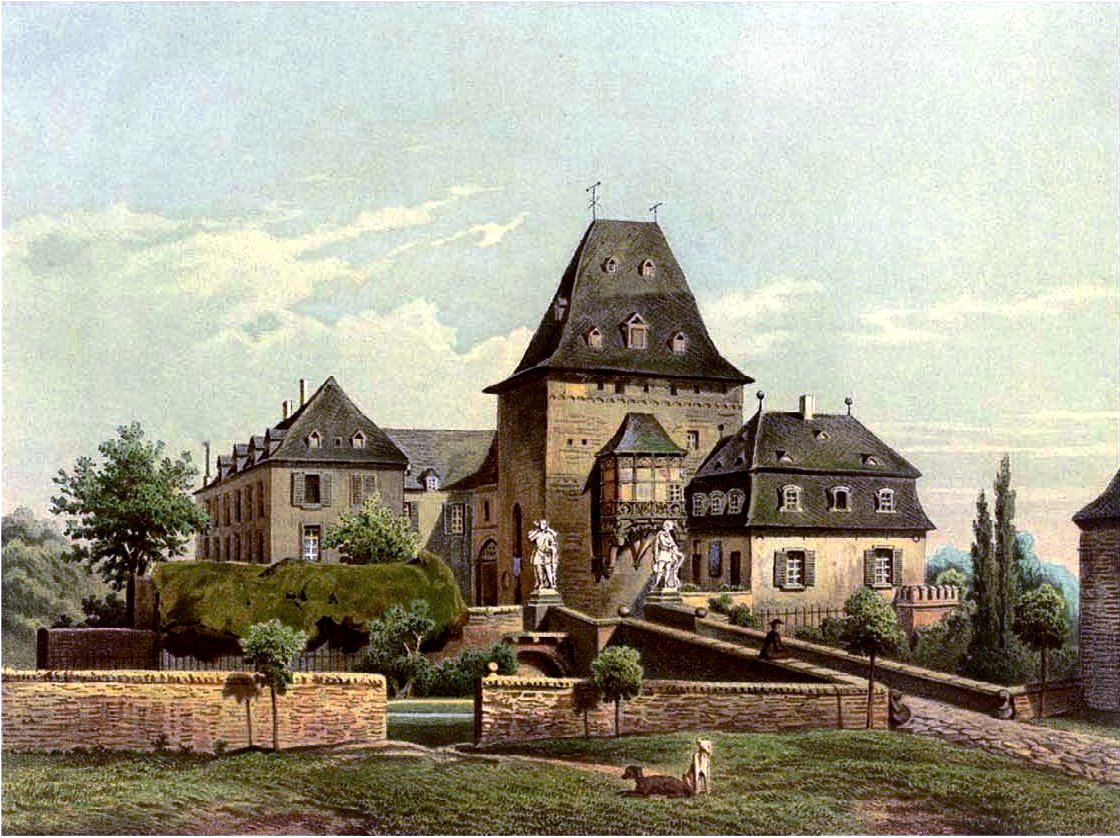
Schloss Burgau, 19. Jahrhundert, Sammlung Duncker

Er ist 1772 in die Armee eingetreten und avancierte 1786 zum Oberstleutnant. Im Jahr 1787 stand er bei der 2. Division und wurde 1788 mit der Beförderung zum Oberst auch Kommandeur des Ingermanland-Infanterieregiments. 1798 hat er den St.-Anna-Orden II. Klasse erhalten, wurde 1798 Chef des Tenginsker-Infanterieregiments, sowie 1799 Chef des Garnison-Regiments „Elmpt“ in Kronstadt.
Elmpt war im Besitz von Schloss Burgau, zudem Erbherr auf Groß und Kein Switten.